# Паспаул (село)
Паспаул — село в Чойском районе Республики Алтай России. Административный центр Паспаульского сельского поселения.

## География
Село находится в долине реки Малая Иша, в месте впадения реки Паспаул, на расстоянии 26 км к востоку от города Горно-Алтайск, столицы республики.

## Население
| 2010 | 2011  | 2012  | 2013  | 2014  | 2015  | 2016  |
| ---- | ----- | ----- | ----- | ----- | ----- | ----- |
| 1160 | ↗1161 | ↗1189 | ↗1205 | ↗1228 | ↘1221 | ↗1243 |

## Улицы
| - ул. Береговая, - ул. Весёлая, - ул. Заречная, - пер. Зелёный, - ул. Ишинская, | - ул. Карлагольская, - ул. Кедровая, - ул. Лесная, - ул. Луговая, - ул. Молодёжная, | - ул. Почтовая, - ул. Речная, - ул. Совхозная, - пер. Солнечный, - пер. Сосновый, | - ул. Трактовая, - пер. Трофимова, - ул. Трофимова, - ул. Школьная, - пер. Школьный. |